# Radojka Lakić
Radojka Lakić, född 12 oktober 1917 i Kneževo, död 28 september 1941 i Sarajevo, var en bosnisk kommunist och medlem i motståndsrörelsen.
Hon deltog i den kommunistiska motståndsrörelsen mot fascismen under andra världskriget och avrättades. Hon förklarades efter kriget som en nationalhjälte i Jugoslavien.